# 聖巴托洛梅米爾帕斯阿爾塔斯
聖巴托洛梅米爾帕斯阿爾塔斯（西班牙語：San Bartolomé Milpas Altas），是危地馬拉的城鎮，位於該國西南部，由薩卡特佩克斯省負責管轄，面積7平方公里，海拔高度2,114米，2002年人口5,291，人口密度每平方公里755.86人。
14°36′N 90°41′W / 14.600°N 90.683°W